# الکوراع
ال کوراع یک منطقهٔ مسکونی در عربستان سعودی است که در استان مکه واقع شده‌است.